# Silverstone
Silverstone è un paese di 2 000 abitanti della contea del Northamptonshire, in Inghilterra.
Situato a circa 19 chilometri da Northampton, è noto per ospitare l’omonimo circuito automobilistico.
Il nome della località probabilmente deriva dai cognomi anglosassoni Sigewulf o Sæwulf.